# Belisana pianma
Belisana pianma là một loài nhện trong họ Pholcidae. Loài này được phát hiện ở Trung Quốc.